# Katsuya Onizuka
Pour les articles homonymes, voir Onizuka.
Katsuya Onizuka (鬼塚 勝也, Onizuka Katsuya) est un boxeur japonais né le 12 mars 1970 à Kitakyushu.

## Carrière
Passé professionnel en 1988, il remporte le titre vacant de champion du monde des poids super-mouches WBA le 10 avril 1992 après sa victoire aux points contre Thanomsak Sithbaobay. Onizuka conserve à 5 reprises son titre avant d'être à son tour battu par Lee Hyung-chul le 18 septembre 1994. Il met un terme à sa carrière après ce combat sur un bilan de 24 victoires et 1 seule défaite.

## Référence
1. ↑  (en) Katsuya Onizuka vs Thanomsak Sithbaobay (boxrec.com)